# Leercultuur
Leercultuur is de wijze waarop een lerende organisatie kennis en inzicht van buiten naar binnen brengt, onderling deelt en toepast in de werkzaamheden.
Bij een goede leercultuur kunnen medewerkers zich continu ontwikkelen als individu, teamlid en deel van de organisatie. Deze vormen van ontwikkeling zijn van belang voor het beïnvloeden van de leerintentie van medewerkers.
De leercultuur kan worden beschreven op basis van zes dragers:
1. Inhoud van werk, taken die blijven uitdagen (Taakautonomie, taakcomplexiteit en uitdaging in taken)
2. Ruimte en veiligheid om te ontwikkelen (onderling vertrouwen, fouten mogen maken, experimenteerruimte)
3. Samenwerken en teamontwikkeling (Goede werkrelatie, kennisuitwisseling, mentor/ rolmodel, werkplekinrichting ten behoeve van kennisuitwisseling, samenwerken in diverse teams en/of met andere disciplines)
4. Leiderschap gericht op ontwikkeling (Visie op leren kunnen uitdragen, rolmodel en eigenaarschap stimuleren)
5. Organisatie ingericht op ontwikkeling (Ondersteunende structuren en systemen gericht op ‘continu verbeteren’ en om leerervaringen vast te leggen, beoordelings- en beloningsstructuur voor ontwikkelinitiatieven, periodieke evaluatiemomenten en opleidingsbudget)
6. Organisatie verbinden met de externe omgeving ((Proactief) kennis opnemen van ontwikkelingen in de maatschappij en markt, co-creatie met klanten en leveranciers)